# Полуэктов, Леонид Васильевич
Леонид Васильевич Полуэктов (30 марта 1927 — 29 июня 2004) — советский российский хирург, учёный, педагог. Доктор медицинских наук, профессор. Ректор Омской государственной медицинской академии в 1974—1998 годах.

## Биография
Родился 30 марта 1927 года в городе Серове Свердловской области.
В 1941 году окончил городское ремесленное училище. В годы Великой Отечественной войны работал фрезеровщиком на одном из военных заводов в Серове.
В 1947 году, после окончания школы рабочей молодежи, поступил на лечебный факультет Свердловского государственного медицинского института. После его окончания по распределению устроился на работу в Тюменскую областную больницу: сначала рядовым хирургом, а в 1956 году возглавил хирургическое отделение.
В 1960 году защитил кандидатскую диссертацию на тему «Сравнительная оценка хирургических методов лечения прободных язв желудка и 12-перстной кишки». В 1961 году стал ассистентом, а ещё через год — доцентом кафедры факультетской хирургии Омского государственного медицинского института. В 1966—1997 годах — заведующий кафедрой факультетской хирургии. В 1967 году защитил докторскую диссертацию на тему о повторных операциях на желудке.
В 1968 году был утвержден в учёном звании профессора и избран деканом лечебного факультета. В 1972 году был назначен проректором по учебной работе института, одновременно стал главой Омского научного общества хирургов.
В марте 1974 года Леонид Васильевич стал ректором Омского медицинского института и возглавлял его вплоть до декабря 1998 года, после чего стал советником ректора и профессором кафедры хирургии.
Автор более 400 научных работ, в том числе 8 монографий. Имеет 17 авторских свидетельств, 4 патента.
Является создателем хирургической школы в Омске. Был научным руководителем ряда крупных сибирских учёных-хирургов.
Скончался 29 июня 2004 года на семьдесят восьмом году жизни после тяжелой, продолжительной болезни. Похоронен на Старо-Северном кладбище Омска.

### Семья
Супруга — Марианна Павловна, — врач, основатель направления рефлексотерапии в Омске. Сын — Владимир, преемник своего отца на посту заведующего кафедрой хирургии Омской медицинской академии.

### Признание
В 1980 году Леонид Васильевич был избран членом-корреспондентом Академии медицинских наук СССР, в 1986 году — академиком Российской академии медицинских наук. С 1986 по 1989 год был членом Президиума Сибирского отделения Академии медицинских наук СССР. В 1995 году ему было присвоено звание действительного иностранного члена Академии медицинских наук Казахстана. Также был членом Всероссийского научного общества хирургов и Всемирной ассоциации хирургов. В 1995 году стал почётным профессором Омской медицинской академии.
Награждён орденом Ленина и орденом «Знак Почёта», а также медалью «За доблестный труд в Великую Отечественную войну 1941—1945 годов». Почётный гражданин Омска с 1996 года. Его именем названа одна из улиц в Центральном административном округе города Омска.